# Qi Jianguo
Qi Jianguo (chiń. 齐建国) – chiński dyplomata. Trzynasty ambasador Chińskiej Republiki Ludowej w Wietnamie. Pełnił tę funkcję w okresie od lipca 2000 do lutego 2006.